# Коптелов, Эдуард Алексеевич
Эдуард Алексеевич Коптелов (р. 20.03.1946) — российский учёный в области радиационной физики твёрдого тела, доктор физико-математических наук, зам. директора ИЯИ по научной работе (1999—2014).
Окончил МИФИ (1971) и его аспирантуру (1974).
С 1974 г. — в Институте ядерных исследований АН СССР (РАН): младший научный сотрудник, учёный секретарь (1981—1993), ведущий научный сотрудник (1993—1999), заместитель директора по научной работе (1999—2014), с ноября 2014 г. — зав. лабораторией нейтронных исследований.
Кандидат (1974), доктор (1993) физико-математических наук.
Область научных интересов — кинетические процессы в металлах и сплавах при облучении, их роль в деградации свойств материалов ядерных и термоядерных реакторов и процессах эволюции микроструктуры твердых тел.
Награды: медаль «В память 850-летия Москвы»(1997), Грамота РАН(1999), памятная медаль «100 лет со дня рождения Л. Ф. Верещагина» (2009).
Публикации:
- Предкоалесцентная конденсация дислокационных петель из пересыщенного пара вакансий [Текст]. - Москва : [б. и.], 1977. - 12 с.; 29 см. - (АН СССР. Институт ядерных исследований. Препринт; П-0059).
- Кинетика образования дислокационных петель при малых временах облучения [Текст]. - Москва : ИЯИ, 1979. - 13 с. : ил.; 29 см. - (Препринт / АН СССР, Институт ядерных исследований; П-0109).
- Кинетика роста дислокационных петель при коагуляции вакансий в закаленных металлах [Текст]. - Москва : [б. и.], 1978. - 15 с.; 30 см. - (АН СССР. Институт ядерных исследований. Препринт; П-0070).
- "Характеристическое" тормозное излучение ультрарелятивистских электронов в монокристаллах [Текст]. - Москва : [б. и.], 1977. - 15 с.; 29 см. - (АН СССР. Институт ядерных исследований. Препринт; П-0054).
- Радиационные дефекты в материалах, облучаемых протонами с энергией 600 МэВ [Текст]. - Москва : [б. и.], 1977. - 26 с. : граф.; 29 см. - (АН СССР. Институт ядерных исследований. Препринт; П-0053).
- Неравновесные фазовые переходы в облучаемых твердых телах : Условия эксперим. наблюдений на мезон. фабриках : диссертация ... доктора физико-математических наук : 01.04.02. - Москва, 1993. - 258 с. : ил.
- Критические флуктуации и стационарные пространственно неоднородные состояния в системе вакансионных пор / Э. А. Коптелов, А. А. Семенов. - М. : ИЯИ, 1986. - 21,[1] с. : ил.; 29 см. - (АН СССР, Ин-т ядер. исслед.; П-0451).